# Talang Lubuk
Talang Lubuk is een bestuurslaag in het regentschap Banyuasin van de provincie Zuid-Sumatra, Indonesië. Talang Lubuk telt 1230 inwoners (volkstelling 2010).